# 시저 펠리
시저 펠리(영어: Cesar Pelli, 스페인어: César Pelli 세사르 펠리[*], 1926년 10월 12일, 아르헨티나 투쿠만 ~ 2019년 7월 19일, 미국 코네티컷주 뉴헤이븐)는 아르헨티나 출신의 건축가이다. 세계최고층건물 중 일부와 세계적인 랜드마크 건물 중 일부는 그가 설계했다. 건물 설계에 있어서 굴곡이 있는 외벽을 잘 사용하고 금속 소재를 자주 즐겨 쓰는 것으로 알려져 있다.

## 건축가 경력

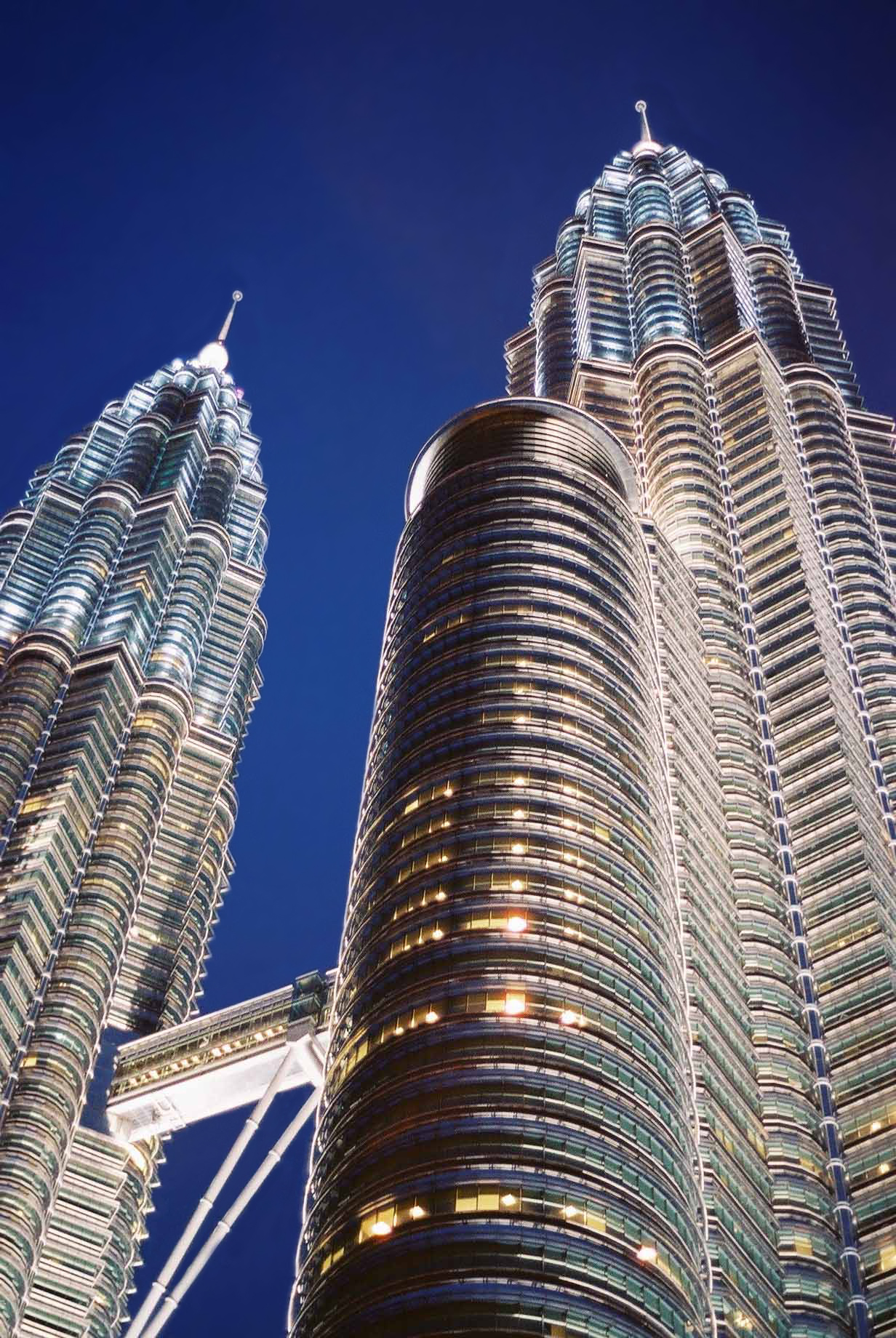
페트로나스 트윈 타워, 1998년

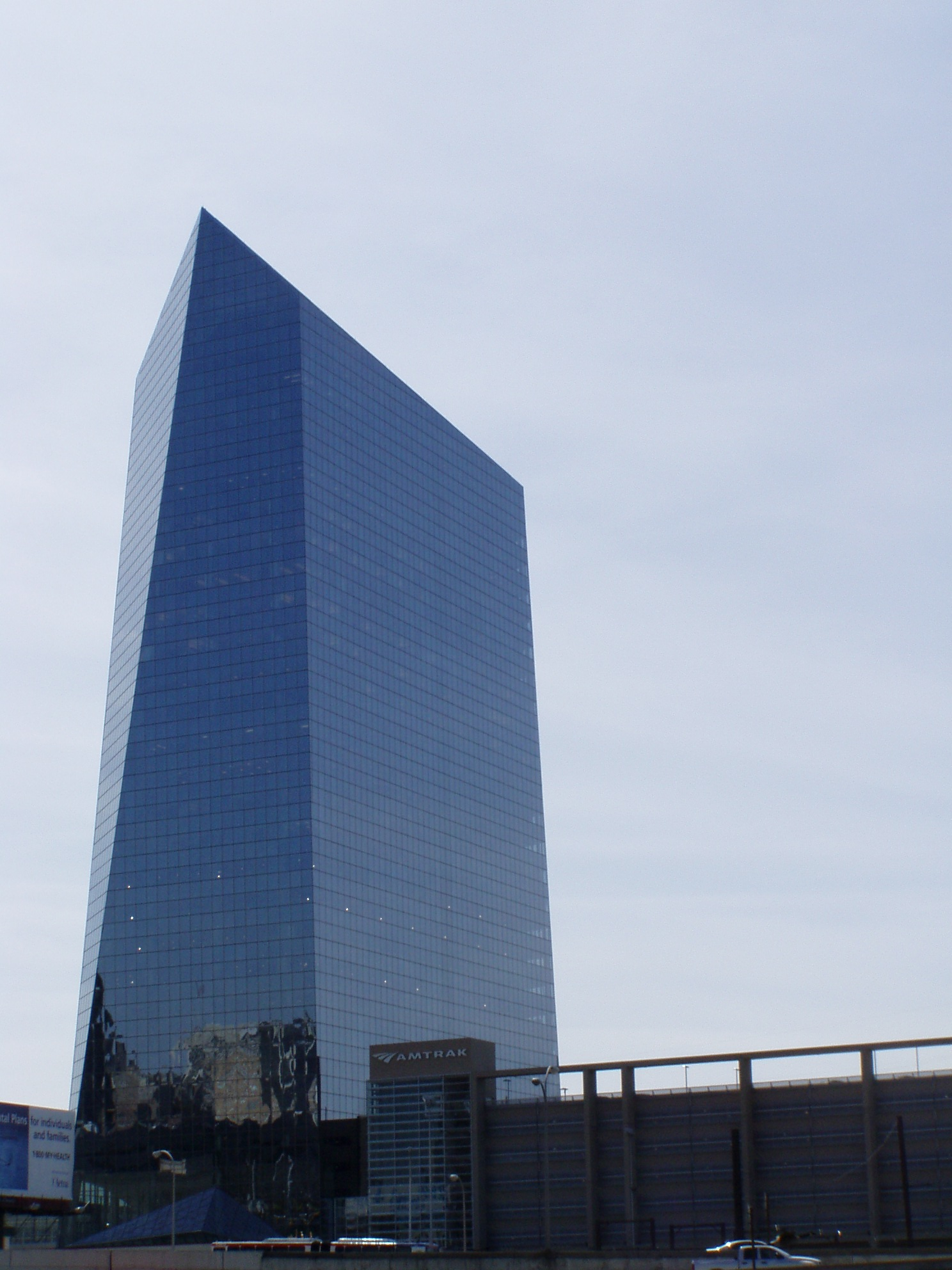
필라델피아에 있는 시라 센터, 2005년

투쿠만 국립대학에서 건축을 공부한 후, 펠리는 일리노이 대학교 어바나-샴페인에 있는 일리노이 대학 건축학과에서 공부를 하였다. 그는 핀란드 출신의 건축가였던 에로 사리넨의 건축 사무소에서 건축 일을 시작하였다. 에로 사리넨의 그 건축 사무소는 역시 뉴 헤이븐에 있었었다. 세계 무역 센터 옆에 지어진 세계 금융 센터 콤플렉스를 디자인하였다. 펠리는 〈Observations for Young Architects〉라는 책도 저술하였다.
그의 작품 중 가장 유명한 것은 페트로나스 트윈 타워일 것이다. 그 건물은 한 때 세계 최고 높이의 건물이었다.
1991년, 미국 건축가 협회(AIA)가 시저 펠리를 가장 영향력 있는 10인의 건축가 목록에 등재시켰다. 그는 수많은 상을 탔는데, 특히 1995년, 건축 이론과 실제에 있어서 지속적인 영향력을 준 것으로 인정받아 AIA 골드 메달을 수상하였다.

## 최근
그의 회사는 코네티컷주 뉴 헤븐에 있는 본사에만 100명 이상의 건축사, 디자이너, 스태프를 고용하고 있다. 2007년, 듀크 대학교가 중앙 캠퍼스를 향후 20~50년간 다시 활성화하고 재개발하고자 그에게 디자인을 의뢰하였다.

## 그 외
시저 펠리는 1952년에 미국으로 이민하였다. 미국 국적법에 따라, 1964년, 미국 시민권자가 되었다.
시저 펠리는 건축가일 뿐만 아니라 교수이기도 하였다. 1977년에는 예일 대학교 건축학과의 학과장으로 임명되기도 하였으며, 1984년까지 그 자리에 계속 있었다.

## 건물
그가 설계한 건물 중 유명한 것은 다음과 같다.

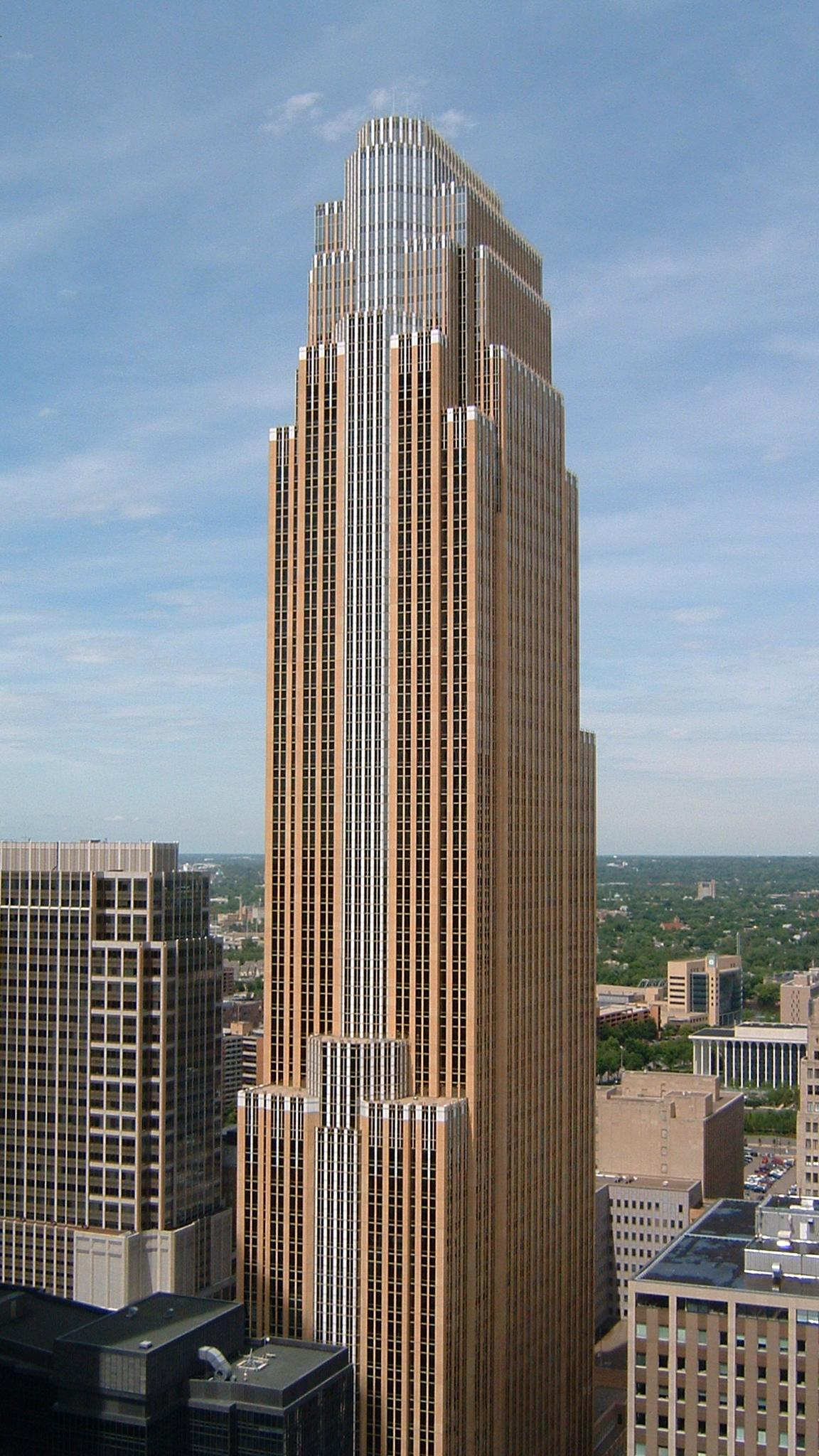
웰즈 파고 센터, 1989년. 존 데이비스.

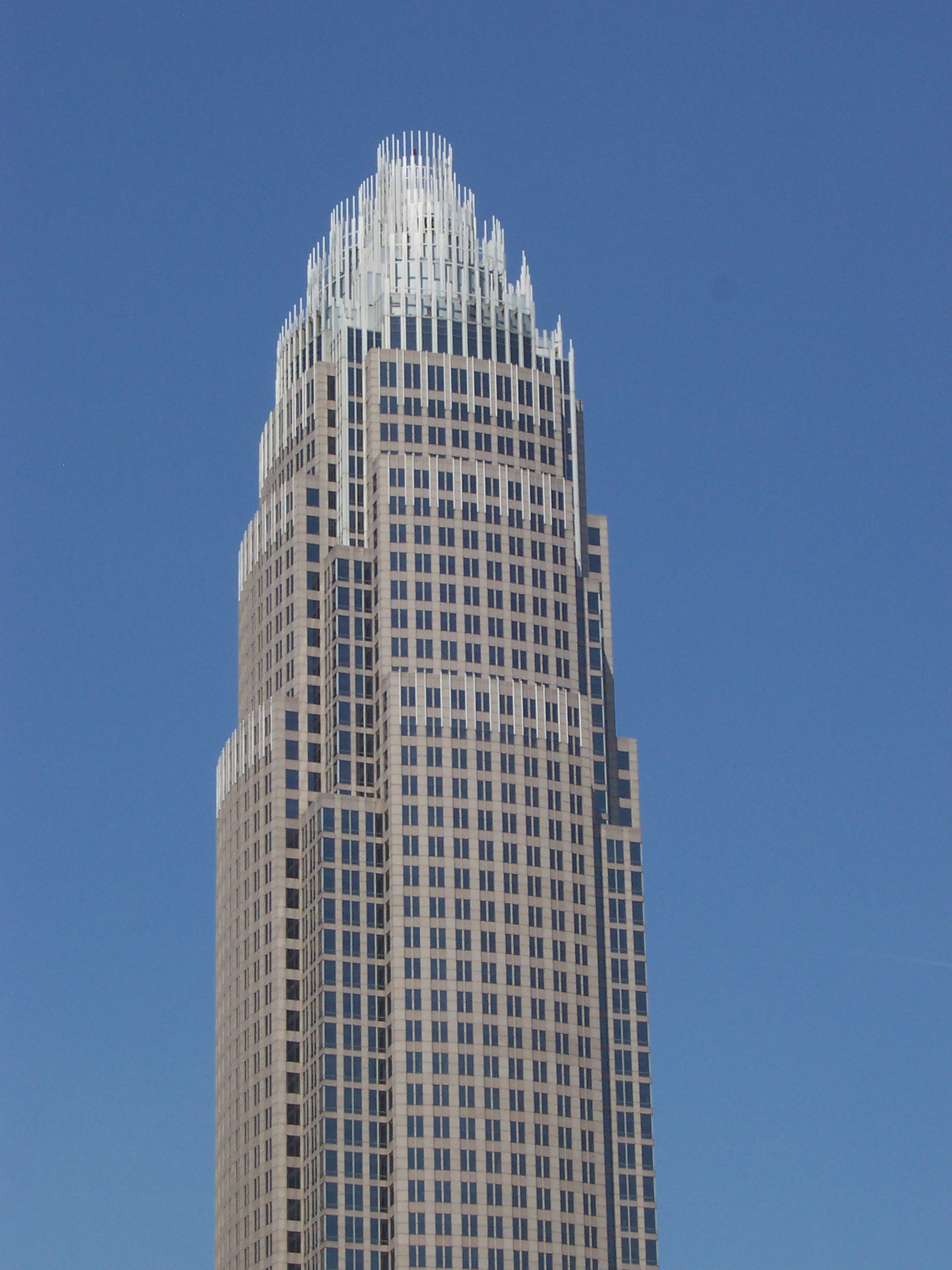
뱅크 오브 아메리카 센터, 노스캐롤라이나주 샬롯 시내에 있음. 1992년.

- 1972: 주일미국대사관, 도쿄도 미나토구
- 1980: 교보생명빌딩, 서울특별시 종로구 종로1가 1번지
- 1990: 요코하마 랜드마크 빌딩
- 1996: 토레 리베르타드(세인트 레지 호텔), 멕시코 시티, 멕시코
- 1998: 페트로나스 트윈 타워, 말레이시아 쿠알라룸푸르
- 1998: 슈스터 센터, 오하이오 주, 데이튼
- 2000: 보스톤 뱅크 빌딩, 아르헨티나, 부에노스 아이레스
- 2000: KABC-TV, 캘리포니아 로스앤젤레스
- 2001: 시티그룹 센터, 런던, 카나리 와프, 캐나다 광장 25번지
- 2003: 투 인터내셔널 파이낸스 센터, 홍콩 쭝완
- 2010: 토레 치아파스, 툭스틀라 구티에레스, 멕시코
- 2010 : 코스타네라 센터, 칠레 산티아고

## 저서
- 1999년: Observations for Young Architects (Monacelli Press)